# Hygrohypnum nairii
Hygrohypnum nairii là một loài rêu trong họ Amblystegiaceae. Loài này được Vohra mô tả khoa học đầu tiên năm 1980.